# Antoine Bienaimé Obam'Ondon
Antoine Bienaimé Obam'Ondon est un homme politique Congolais né le 19 mars 1992 à Nkayi, département de la Bouenza, en République du Congo.
Il est élu député de la deuxième circonscription de Gamboma lors des Élections législatives de 2017 en république du Congo. Depuis le 24 novembre 2020, il est désigné membre du bureau de la commission défense et sécurité de l'Assemblée nationale du Congo où il assure le poste de rapporteur.

## Biographie
Antoine Bienaimé Obam'Ondon naît le 19 mars 1992 à Nkayi (dans la région de la Bouenza ), membre du comité central du Parti congolais du travail. Il est élu Député dans la deuxième circonscription de Gamboma lors des Élections législatives de 2017 en république du Congo. Fonctionnaire congolais depuis 2011. Il a fait  des études de droit à l'université Marien Ngouabi. Titulaire d'une licence en gestion des ressources humaines obtenus à l'École communautaire d'enseignement supérieur à Brazzaville (ECES). Écrivain, il compte deux ouvrages. Pendant sa première année de droit, à l'Université Marien-Ngouabi il publia un livre, sous forme d’opuscule, intitulé: « Le Jardin  de Denis à parachever» «Mon projet hardi», présenté au public, le jeudi 28 février 2013, à Brazzaville. En 2014 il crée une plate-forme de réflexion et d'accord, appelé Génération Z, accompagnant le Président de la République du Congo, Denis Sassou-Nguesso, du référendum constitutionnel de 2015, à l'élection présidentielle de 2016. Il est attaché à la Tradition congolaise. En août 2017, 1er secrétaire du bureau d'âge. - rapporteur de la sous-commission chargée de rédiger le règlement intérieur de l'Assemblée nationale en 2017. Actuellement membre de la commission défense et sécurité. Le 12 décembre 2020, il est élu secrétaire à la culture, jeunesse, civisme et sports de la fédération PCT des plateaux.